# Downhill Domination
Downhill Domination, és un videojoc d'esports extrems, centrat en el descens de BTT per a PlayStation 2.

## Gameplay
Hi ha tres opcions disponibles al menú principal, un jugador, multijugador i un menú d'opcions que permet als jugadors modificar elements del joc com ara la dificultat i veure els elements desbloquejats aconseguits durant el joc.
Inicialment, el jugador es presenta a sis corredors de ficció que es mostren al cim d'una muntanya un cop seleccionat el mode d'un jugador al menú principal del joc. En prémer el botó de selecció sobre un corredor desbloquejat, es mostrarà informació addicional del corredor, i en prémer el botó de selecció sobre un personatge bloquejat que està representat per una estàtua, es mostrarà informació valuosa sobre com desbloquejar, com ara una carrera específica per acabar. A més d'altres dos corredors de ficció, els jugadors també poden desbloquejar corredors professionals de la vida real com Eric Carter, Tara Llanes, Brian Lopes, Richie Schley i Missy Giove quan acabin tornejos específics durant el joc.
El combat també està integrat al joc, en el qual el jugador pot utilitzar dos botons per atacar a altres corredors, un per a un atac esquerre i l'altre per a la dreta. Aquests atacs es poden actualitzar a atacs més potents fent trucs, eliminant oponents o recollint power-ups (coneguts dins del joc com a "pickups"). Hi ha disponible una botiga de bicicletes amb diversos articles desbloquejables per comprar, però només s'hi pot accedir en el mode d'un jugador. Fins a quatre jugadors poden jugar al joc, però quan es juga amb més de dos, les pistes i els modes disponibles són limitats.